# Schleusenhaus Prösen

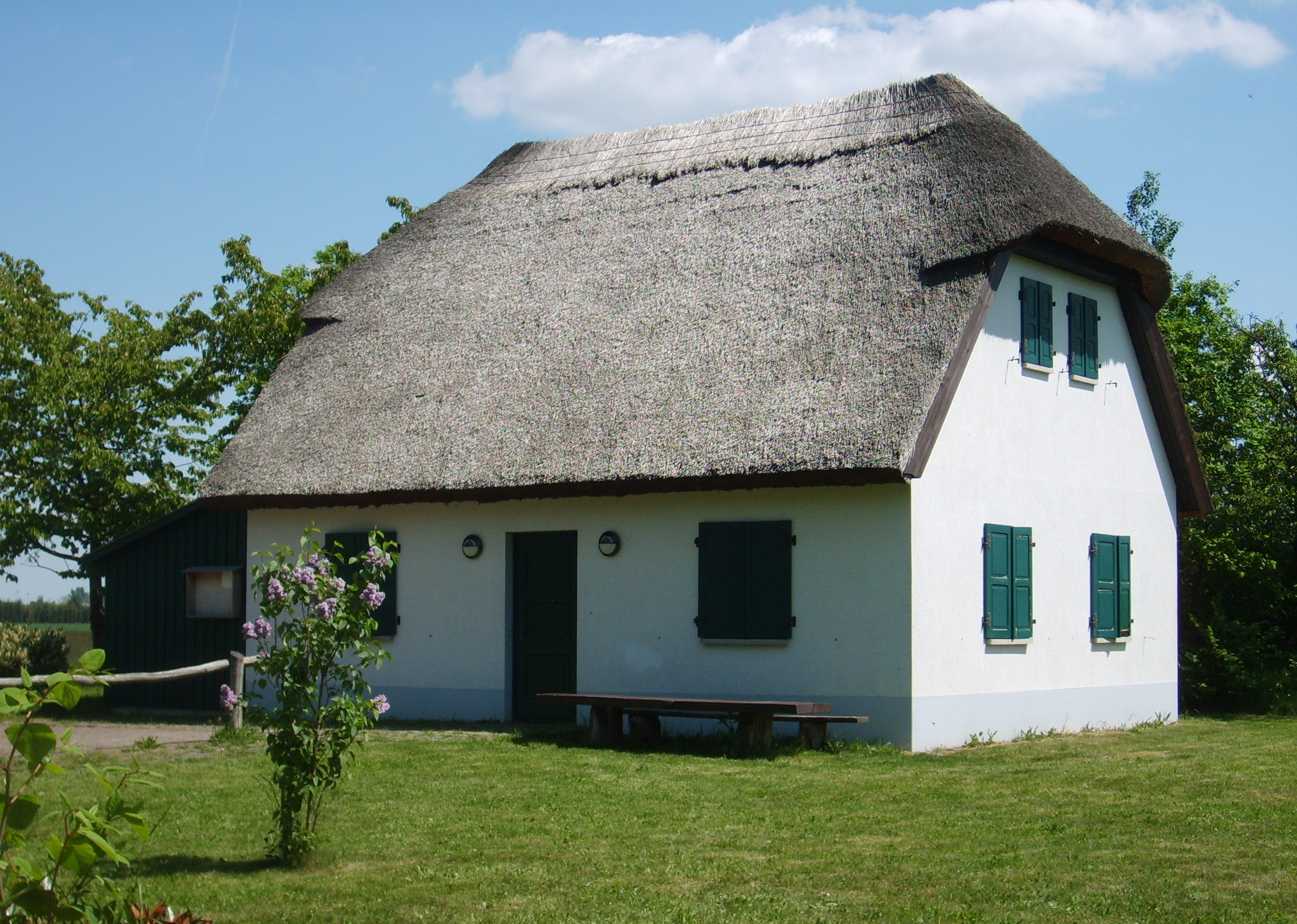
Der Nachbau des Schleusenhauses

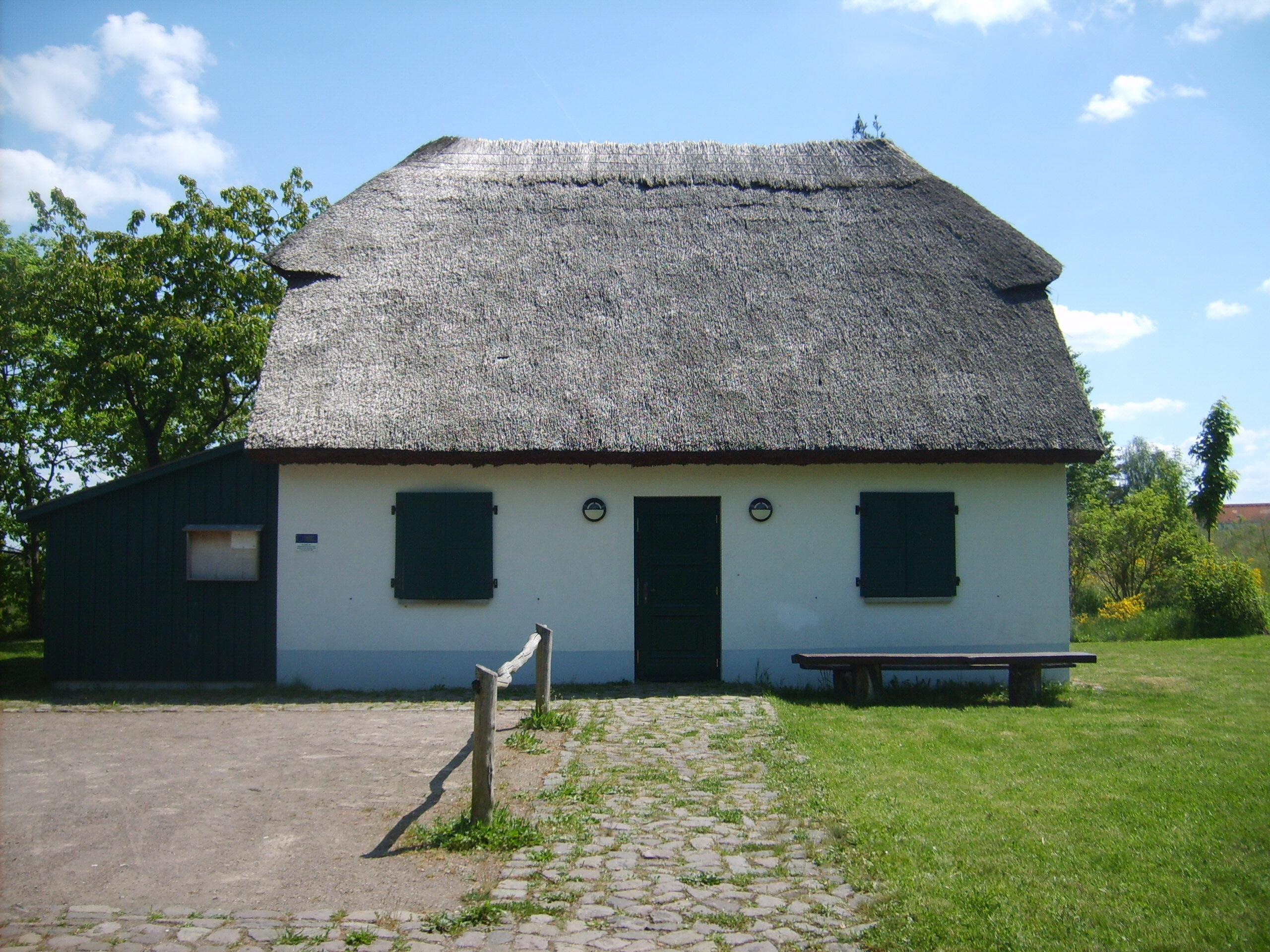
Frontansicht

Das Schleusenhaus Prösen liegt am 1748 eröffneten Elsterwerda-Grödel-Floßkanal unweit der Schleuse Prösen. Hier stand einmal ein altes mit Stroh gedecktes Haus, in dem der Schleusenwärter wohnte. Seine Aufgabe war es, die Durchschleusung durchzuführen. Dieser Vorgang dauerte zwölf Minuten.
Am 21 km langen Kanal vom Holzhof in Elsterwerda bis nach Grödel an der Elbe befanden sich vier Schleusen, weil ein Höhenunterschied von 2,75 Meter überwunden werden musste. Die mit Quadersteinen eingefassten Schleusenbecken sind vorhanden. Im Juni 1993 begann eine Restaurierung der Schleuse Prösen. Die Schleusentore wurden erneuert.
Im 18. Jahrhundert benötigte die Residenzstadt Dresden und die Porzellanmanufaktur Meißen dringend Bau- und Feuerholz. Dieses Holz kam aus den Wäldern um Finsterwalde, Bad Liebenwerda und aus dem Schraden. Vom Mahlens-Teich, südlich von Finsterwalde, wurde das Holz auf dem Floßgraben bis Plessa und dann auf der Elster bis zum Holzhof geflößt. Das Holz aus dem Schraden kam auf dem Hauptschradengraben ebenfalls zur gleichen Verladestelle. Mit neun oder zwölf Kähnen, die je eine Tragfähigkeit von je 500 Zentnern hatten, wurde dann das Holz (es waren jährlich 30.000 Klafter) auf dem Kanal bis Grödel bei Riesa getreidelt. Die Rückfracht waren Steine, Kalk, Getreide und andere Waren. Der Kanal wurde bis 1874 genutzt.
Um den Bereich Freizeit und Tourismus weiter auszubauen, wurde der Nachbau des Schleusenwärterhäuschens direkt am Radwanderweg des Elbe-Elster-Kanals vorgenommen. Dort ist eine Ausstellung zum technischen Denkmal „Floßkanal“ zu sehen.